# Castianeira venustula
Castianeira venustula är en spindelart som först beskrevs av Pietro Pavesi 1895.  Castianeira venustula ingår i släktet Castianeira och familjen flinkspindlar.
Artens utbredningsområde är Etiopien. Inga underarter finns listade i Catalogue of Life.